# SWM
 (janvier 2018).
SWM (Speedy Working Motors) est une marque italienne, fabricant de motos tout-terrain, originaire du quartier Palazzo Milanese de Paderno Dugnano en Lombardie, en activité de 1971 à 1984.
Deux passionnés, Pietro Sironi et Fausto Vergani, décidèrent un jour de créer la meilleure moto  tout-terrain possible. L'idée étant d'utiliser tous les meilleurs équipements sur le marché et le moteur 2 temps le plus performant, à l'exemple de la KTM.
La société lombarde obtint rapidement de très bons résultats en enduro, cross et trial où elle remporta le titre mondial en 1981 (avec le pilote français Gilles Burgat).
Les lettres symbolisaient initialement Sironi (cocréateur de la marque), Vergani (cocréateur de la marque), Vimercate (ville de la province de Milan), Motori (moteurs). S V V M n'étant pas très heureux, les deux V ont été accolés (ce qui explique le petit point sous le W du logo) pour former SWM. Puis, comme il fallut trouver une explication à ces « nouvelles » initiales, les dirigeants ont opté pour Speedy Working Motors.
À la suite de grosses difficultés financières l'usine SWM a dû fermer en 1984. Pietro Sironi tenta un rebond avec la marque SVM (Societa Veicoli Milanese), mais l'expérience fut de courte durée et s'arrêta en 1987.
Renaissance en 2014, avec le châssis et les moteurs dérivé de Husqvarna.